# 甘柿しぶ柿つるし柿
『甘柿しぶ柿つるし柿』（あまがきしぶがきつるしがき）は、1969年10月15日から1970年1月28日までTBS系列の『水曜劇場』枠で放送されたテレビドラマ。全15回。

## 概要
東京・九段下の割烹旅館『浪川旅館』を営む女性ばかり5人家族の浪川一家を中心としたホームドラマ。モノクロ作品。
母・波と四人姉妹と、ミキ子に連れられて来た二人の息子、タマヨと一緒に来た夫・貝一らを合わせた一家とその周りに起こったさまざまな出来事を描いた。
本作が『水曜劇場』のタイトルの下で放映された最初の作品とされている。
山岡久乃の演技により、本作は第7回ギャラクシー賞・第11回期間選奨受賞対象作品に選ばれた。

## キャスト
- 浪川キン子（主人公）：池内淳子 - 35〜36歳、三女。未婚で、亡き父の後に旅館を継ぐことになっている。
- 天野妙夫：児玉清
- 浪川波（祖母）：北林谷栄 - 四姉妹の母。
- 浪川ミキ子（長女）：山岡久乃 - 離婚後、二人の息子を連れて浪川家に戻ってきた。第9話で山麓と再婚。
- タマヨ（二女）：黒柳徹子 - 結婚後独立していたが、夫・貝一と娘を連れて浪川家に戻る。
- 浪川トメ子（四女）：中山千夏 - 短大生。ドライな性格。
- 山麓武弥：金子信雄 - 漢方薬商。お見合いの末、第9話でミキ子と結婚。
- 貝一（タマヨの夫）：牟田悌三
- 忠平（ミキ子の息子）：頭師佳孝
- 義平（ミキ子の息子）：福崎和宏
- 山宮頓：原保美 - 「桑木ガラス」専務。第11話でキン子とお見合いをする。
- 踊りの先生：二代目尾上九朗右衛門
- ひな（波の姉）：小峰千代子
- 鎌吉（キン子の伯父）：若宮大祐
- 天野美佐江（妙夫の妻）：真理明美
- 酉三（タマヨの舅）：殿山泰司
- ハル（酉三の愛人）：曽我町子
- 山宮三千代（頓の娘）：松木聖
- ぽん子：池内淳子（二役。第10話から） - 見た目がキン子に瓜二つの芸者。

## スタッフ
- プロデューサー：宮武昭夫
- 脚本：水木洋子
- 演出：宮武昭夫、砂原幸雄、井下靖央
- 音楽：山本直純
- 制作：TBS